# Guava
Guava er frugten fra guavatræet (Psidium guajava) og andre i samme slægt (Psidium), der tilhører myrtefamilien, og som oprindeligt stammer fra den tropiske del af det amerikanske kontinent Mexico, den nordlige del af Sydamerika og del af Caribien, hvorfra guavatræet har spredt sig til blandt andet Asien. 
Guava findes vildtvoksende i omkring 100 arter med runde el. let pæreformede frugter, der normalt er mellem 3-10 cm i diameter. 
Frugten har en hård, let bittert smagende skal, der kan have forskellige farver, men hos den mest udbredte art har en hård, grøn skal.  Frugtkødet kan være mange forskellige farver: hvid, rød, pink og gul. Frugten smager sødligt, og er moden i juni.

## Arter
- Almindelig Guava (Psidium guajava)
- Stikkelsbærguave (Psidium guineense)
- Jambu tjina (Psidium cujavillus)
- Bjerg-guava (Psidium montanum)
- Jordbærguava (Psidium littorale) og (Psidium cattleianum)
- Cas (Psidium friedrichsthalianum)

 Der er for få eller ingen kildehenvisninger i denne artikel, hvilket er et problem. Du kan hjælpe ved at angive troværdige kilder til de påstande, som fremføres i artiklen.

| Botanik | Spire Denne botanikartikel er en spire som bør udbygges. Du er velkommen til at hjælpe Wikipedia ved at udvide den. |